# 중국계 이탈리아인
중국계 이탈리아인(이탈리아어: Cinesi in Italia; 중국어: 意大利华人)은 이탈리아에 거주하는 중국인들의 공동체는 지난 10년 동안 빠르게 성장했다. 공식 통계에 따르면 이탈리아에는 적어도 330,495명의 중국 시민이 있지만, 이 수치는 이탈리아 국적을 취득한 이전 중국 시민이나 중국계 이탈리아인에 대한 설명은 아니다.

## 인구 통계
토스카나주의 프라토는 이탈리아와 전 유럽에 중국인들이 가장 많이 모여 있다. 이곳은 밀라노 다음으로 이탈리아에서 두 번째로 많은 중국인 인구를 가지고 있다.

### 종교
전체적으로, 중국인 사회의 약 4분의 1이 중국 종교에 속하는 것으로 분류되었다. 조사관들은 정확한 도교 신분을 확인할 수 없었고, 조사 대상자의 1.1%만이 그렇게 확인되었으며, 분석가들은 도교를 중국 종교의 "부유한" 것으로 간주하는 것을 선호했다. 조사에 따르면 중국인의 39.9%는 철저하게 무신론적인 정체성을 가지고 있으며, 어떤 신을 믿지 않으며, 어떤 종교 단체에도 속하지 않으며, 어떠한 종교 활동도 하지 않는 것으로 나타났다.
이 연구에서는 중국 기독교 공동체가 전체 인구의 8%(이들 중 3.6%는 가톨릭 신자, 3.3%는 개신교 신자, 1.1%는 여호와의 증인)를 차지한다고 분석하였다. 기독교 공동체는 작았지만, 특히 가톨릭과 여호와의 증인들의 경우 기원 지역보다 더 컸다. 개신교 신자들은 기본적으로 비종파적이고 대부분 (70%) 여성인 것으로 밝혀졌다.

## 공동체 관계
2007년, 수십 명의 시위자들이 차별 혐의로 밀라노에서 거리로 나왔다. 이탈리아 북부 도시 트레비소도 중국계 사업자들에게 "너무 동양적으로 보인다"는 이유로 랜턴을 철거하라고 명령했다.